# Notolestus
Notolestus is een geslacht van kevers uit de familie van de loopkevers (Carabidae). De wetenschappelijke naam van het geslacht werd voor het eerst geldig gepubliceerd in 1894 door Thomas Gibson Sloane.

## Soorten
Het geslacht Notolestus is monotypisch en omvat slechts de volgende soort:
- Notolestus sulcipennis (W.J.Macleay, 1873)